# Вілер (округ, Техас)
Шаблон:StateAbbr_ 35°24′ пн. ш. 100°16′ зх. д. / 35.4° пн. ш. 100.27° зх. д.
Округ Вілер (англ. Wheeler County) — округ (графство) у штаті Техас, США. Ідентифікатор округу 48483.

## Історія
Округ утворений 1879 року.

## Демографія
За даними перепису 2000 року загальне населення округу становило 5284 осіб, усе сільське. Серед мешканців округу чоловіків було 2532, а жінок — 2752. В окрузі було 2152 домогосподарства, 1486 родин, які мешкали в 2687 будинках. Середній розмір родини становив 2,94.
Віковий розподіл населення поданий у таблиці:
| Стать    | До 15 років | 15-21 | 22-29 | 30-39 | 40-49 | 50-65 | 65-85 | Понад 85 |
| -------- | ----------- | ----- | ----- | ----- | ----- | ----- | ----- | -------- |
| Чоловіки | 545         | 242   | 185   | 281   | 361   | 469   | 392   | 57       |
| Жінки    | 507         | 231   | 189   | 287   | 402   | 482   | 508   | 146      |

## Суміжні округи
- Гемпгілл — північ
- Роджер-Міллс, Оклахома — північний схід
- Бекгем, Оклахома — схід
- Коллінгсворт — південь
- Грей — захід
- Донлі — південний захід
- Робертс — північний захід

## Виноски
1. ↑  U.S. Decennial Census. United States Census Bureau. Архів оригіналу за 4 квітня 2018. Процитовано 12 травня 2015.
2. ↑  Texas Almanac: Population History of Counties from 1850–2010 (PDF). Texas Almanac. Архів оригіналу (PDF) за 26 лютого 2015. Процитовано 12 травня 2015.
3. ↑  State & County QuickFacts. United States Census Bureau. Архів оригіналу за 22 липня 2011. Процитовано 29 грудня 2013.(англ.) Наведено за англійською вікіпедією.
4. ↑  American FactFinder. Бюро перепису населення США. Архів оригіналу за 26 лютого 2012. Процитовано 31 січня 2008.

| США | Це незавершена стаття з географії США. Ви можете допомогти проєкту, виправивши або дописавши її. |